# 祝铭震
祝铭震（1996年10月8日—），中乌混血儿，仫佬族人，中国大陆职业男子篮球运动员，司职小前锋，现效力于CBA联盟的南京头牌苏酒。

## 生平

### 早年
1996年，祝铭震出生于中国北京市，他的父母分别是乌干达人及中国人。起初，他的母亲曾希望将其培养为艺术家，因此其在童年时期练习过小提琴，但就因其好动的天性而不了了之。后来，他因为观赏了动画片《灌篮高手》而开始喜欢篮球，在业余球场练球时，每日都会练到被场地管理员赶走才算结束。
由于祝铭震就读的小学并无篮球队，且其教师认为其身形高大壮实，因此他的运动生涯并非始于篮球，而是从铅球开始。初中二年级时，他同样因为身高因素而被老师送去进行系统性的篮球训练，其家人就对此保持中立态度。
初中毕业后，祝铭震考入北京市中关村中学；后来，他因为在北京市第四中学篮球队试训期间的训练态度打动了该校篮球队的主教练李冰，而被安排转入该校。2013年，他入选了2012-13赛季全国初高中篮球联赛的全明星队，并获得当届赛事的“最具潜力奖”。此后，在2013-14赛季的比赛中，其在2014年3月24日对阵清华大学附属中学的比赛中得到全队最高的24分，并在比赛仅余1.9秒时出手造成对方球员犯规，及以命中全数3次罚篮的方式令对手时隔5年再次于国内比赛中落败。2014-15赛季，他跟随球队获得北京赛区冠军，并当选赛区最有价值球员。除此之外，他又于2014年4月跟随校队获得该年度北京市体育传统项目学校篮球比赛冠军，自身亦进入该赛事的最佳阵容。

### 大学生涯
2015年，祝铭震考入北京大学；大学一年级时，他便加入学校篮球队，并很快成为校队的主力小前锋。2019年3月16日，其在第21届全国大学生篮球联赛东北赛区分区赛对阵东北财经大学的比赛中得到全队最高的21分，帮助球队赢得该分区揭幕战的胜利。6月16日，其在对阵清华大学的总决赛中得到12分，并随队获得当届CUBA联赛的总冠军。此后，其以精英队队员身份参加了2020年CUBA全明星赛。
除了参加CUBA联赛之外，祝铭震又于2018年1月跟随校队参加该年度CBA全明星赛星锐赛。而他自身亦获得了参加三分球大赛的机会，但在预赛中仅得到18分，未能进入决赛。同年，其参加了浙江卫视篮球选秀节目《这！就是灌篮》。11月6日，其随校队与苏州大学篮球队组成的联队于苏州参加了NCAA Pac-12中国赛预热赛。2019年1月12日，祝铭震再以大学生北方联队队员身份参加了该年度CBA全明星赛星锐赛，最终得到10分。6月，他入选了以北京大学篮球队为班底的2019年夏季世界大学生运动会中国男子篮球队，并在对阵乌克兰的小组赛上得到10分，及在对阵美国的小组赛中得到13分。2020年1月11日，祝铭震又以中国大学生篮球联队队员身份参加当年的CBA全明星赛星锐赛。

### 职业生涯
2020年夏季，祝铭震参加了CBA选秀，并被视为当年选秀的热门人选。最终，在该年度选秀大会上，其在第一轮第2顺位被广州龙狮选中，成为当年的“榜眼秀”。

#### 2020-21赛季（新秀赛季）
在该赛季第一轮常规赛对阵新疆飞虎的比赛中，祝铭震便获得了33分钟的出场时间，最终以16分、8个篮板的数据完成其职业生涯的第一场比赛。此后在常规赛第八轮对阵江苏龙时，他出场32分钟，并以50%的命中率得到17分。至第一个休赛期开始前，他平均每场有31.7分钟的出场时间，可得8.1分及3.8个篮板。随后在常规赛第十六轮对阵天津先行者的比赛中，祝铭震又得到生涯新高的20分。而在第四十九轮常规赛中再次对阵天津先行者时，他得到24分，不过其在常规时间最后时刻的一次走步违例被认为是险些令球队落败，但其在加时阶段的表现同样被认为是对球队最终获胜起到重要作用。此后在第五十三轮常规赛，他再于对阵天津先行者的比赛中得到职业生涯迄今为止最高的26分。整个赛季，其平均每场比赛可得到9.6分。赛季期间，祝铭震入选了2021年中国男子篮球职业联赛全明星赛星锐赛南区星锐队，并在星锐赛中首发出场。

### 国家队生涯
2020年8月26日，祝铭震首次入选中国国家男子篮球队短期集训名单，由此成为首位入选国家集训队的混血篮球员。2021年5月14日，他入围了中国国家男子篮球队备战2021年亞洲盃籃球賽資格賽及东京奥运会男子篮球比赛落选赛的集训队伍名单。

## 人物

### 技术特点
祝铭震具有出众的弹跳能力及爆发力，在大学时期便被视为一名具备了出众的身体素质及优良的防守、三分球能力的即战型球员。而其在加入广州龙狮时便成为时任主教练郭士强的重点培养对象，并在该队的战术体系中发挥了很大作用。然而，在职业生涯初期，他亦存在外线命中率不稳定的问题。

### 人物特点
- 由于肤色原因，其在参加中学及大学联赛时常被误认为是外援，也曾因此在社区球场有过被同伴冷落的经历。[2][4]

### 球衣号码
- 7号：在广州龙狮效力时使用的号码，在被交易至南京同曦后沿用此号码。[27]
- 10号：在北京大学效力时使用的号码。[37]
- 11号：在北京四中效力时使用的号码。[4]

## 数据

### CBA常规赛
| 賽季    | 球隊     | GP | GS | MPG   | FG%  | 3P%  | FT%  | RPG | APG | SPG | BPG | PPG |
| ------- | -------- | -- | -- | ----- | ---- | ---- | ---- | --- | --- | --- | --- | --- |
| 2020-21 | 广州龙狮 | 54 | 52 | 32.85 | 40.9 | 37.9 | 83.0 | 3.5 | 1.3 | 0.8 | 0.2 | 9.6 |

### CBA季后赛
| 賽季    | 球隊     | GP | GS | MPG   | FG%  | 3P%  | FT%  | RPG | APG | SPG | BPG | PPG |
| ------- | -------- | -- | -- | ----- | ---- | ---- | ---- | --- | --- | --- | --- | --- |
| 2020-21 | 广州龙狮 | 1  | 1  | 41.00 | 33.3 | 20.0 | 50.0 | 0   | 0   | 0   | 0   | 8   |